# Den kidnappade Venus
Den kidnappade Venus (danska: Venus fra Vestø) är en dansk komedifilm från 1962 i regi av Annelise Reenberg. Filmen är baserad på Jerrard Tickells roman Appointment with Venus från 1951. I huvudrollerna ses Malene Schwartz, Henning Moritzen och Dirch Passer.

## Rollista i urval
- Malene Schwartz - Frk. Nicola Egede-Schack
- Henning Moritzen - John Morland
- Dirch Passer - Ditlev Egede-Schack
- William Knoblauch - Sognerådsformand Ole Klausen
- Ole Wegener - Radiotelegrafist Henriksen
- Jan Priiskorn-Schmidt - Søren Severinsen
- Arthur Jensen - Pive Ras
- Holger Hansen - Morten Jacobsen - 'Trawler Jack'
- Gunnar Lemvigh - gästgivare
- Jakob Nielsen - Kristoffer
- Jerrard Tickell - farbror George
- Poul Thomsen - tolk i rättssal
- Karl Heinz Neumann - Kapten Weiss
- Avi Sagild - Mathilde
- Vera Lynn - sig själv